# Лорд Хау (архипелаг)
Вижте пояснителната страница за други значения на Лорд Хау.
Лорд Хау (на английски: Lord Howe) е архипелаг в Тасманово море включващ едноименния остров и 27 малки островчета в близост до него, след които е и скалното образувание Пирамида на Бол. Част е от територията на Австралия, щата Нов Южен Уелс. Площта им е 14,55 квадратни километра, а според преброяването от 2016 година населенито е 382 души, като с цел опазване на природата максималният брой на туристите в даден момент е ограничен до 400 души. Островите са единствената територия в часова зона UTC+10:30.
Разположени на 500 километра източно от бреговете на Австралия и отдалечени от друга суша, островите имат характерна флора и фауна. Те са основното място за гнездене на морски птици, като Pterodroma solandri и червеноопашат фетон (Phaethon rubricauda), и са единственото място, на което се срещат видове, като горски дърдавец на остров Лорд Хау (Gallirallus sylvestris) и пръчица от остров Лорд Хау (Dryococelus australis).
През 1982 година островната група е включена в Списъка на световното наследство на ЮНЕСКО.